# Drugi Świat

Świat podczas zimnej wojny: niebieskim kolorem oznaczony został Pierwszy Świat, czerwonym Drugi Świat, a zielonym Trzeci Świat

Drugi Świat – powstałe w okresie zimnej wojny określenie państw socjalistycznych (Blok wschodni) (i ich sojuszników) przeciwstawnych państwom kapitalistycznym Europy i Ameryki Północnej (Pierwszy Świat). Państwa te charakteryzowały się gospodarką centralnie planowaną, społeczną własnością środków produkcji oraz socjalistyczną ideologią egalitaryzmu.
W eseju z 1952 r. francuski demograf i socjolog Alfred Sauvy, nawiązując do pamfletu z okresu rewolucji francuskiej, autorstwa księdza Emmanuela-Josepha Sieyèsa Czym jest stan trzeci?, wprowadził pojęcie Pierwszego, Drugiego i Trzeciego Świata. Pojęcia Pierwszy i Drugi Świat nigdy nie uzyskały równej popularności co Trzeci Świat i wraz z końcem zimnej wojny wyszły z użycia.
Zgodnie z teorią konwergencji kraje Pierwszego i Drugiego Świata w procesie rozwoju społecznego stopniowo upodabniają się do siebie. Wynikać to ma z logiki industrializacji i postępu technicznego, które narzucają podobne formy społeczne, gospodarcze i kulturowe.